# Rapala bonthainensis
Rapala bonthainensis är en fjärilsart som beskrevs av Ribbe 1926. Rapala bonthainensis ingår i släktet Rapala och familjen juvelvingar. Inga underarter finns listade.